# Assomáton
Assomáton (em grego: Ασωμάτων; lit. Arcanjo Miguel) é uma vila cretense da unidade regional de Retimno, no município de Amári, na unidade municipal de Sivrítos. Situada a 340 metros acima do nível do mar, próximo a ela estão as vilas de Vistagí e Monastirací, bem como o mosteiro Assomáton. Segundo censo de 2011, têm 19 habitantes.
A oeste da vila está localizada a igreja de Agía Parasceví, outra igreja bizantina erigida em torno do século XIII e restaurada nos séculos XV-XVI. É decorada com afrescos que representam membros da família Chortatsis e na parede norte, em um abside saliente, está situada a tumba de um certo Jorge Chortatsis.